# 지방도 제591호선
지방도 제591호선은 충청북도 청주시 흥덕구 오송읍과 서원구 현도면을 잇는 충청북도의 폐지된 지방도이다.
청주시를 각 기종점으로 두고 구간 가운데 세종특별자치시를 통과하는 것이 특징이다. 때문에 명목상 현도~조치원 간 지방도로 표기되며, 세종특별자치시 연동면의 주요도로이기도 하다. 경부선 내판역, 부강역, 매포역 바로 옆으로 지나간다.
2010년부터 지방도 제604호선과 통합되었으며 2012년에는 충청남도 연기군 구간이 세종시 편입으로 폐지되었다.

## 연혁
- 2003년 1월 3일 : 시목교(청원군 현도면 시목리 ~ 부용면 노호리) 570m 구간 개통[1]
- 2003년 2월 14일 : 충청북도 구간 노선 폐지 및 재지정으로 종점이 '청원군 강외면 중봉리'에서 '청원군 강외면 동평리'로 변경[2]
- 2003년 2월 20일 : 충청남도 구간 노선 폐지 및 재지정[3]
- 2008년 10월 17일 : 행정도시 ~ 오송역간 도로 건설로 인해 청원군 강외면 서평리 구간을 청원군 강내면 사곡리 ~ 강외면 오송리로 도로구역 변경[4]
- 2008년 12월 26일 : 지방도 도로구역 지정[5]
- 2010년 9월 : 지방도 제604호선과 통합[6]
- 2010년 9월 30일 : 충청남도 연기군 동면 예양리 ~ 송용리 500m 구간 개통, 기존 연기군 동면 예양리 500m 구간 폐지[7]
- 2012년 7월 1일 : 충청남도 연기군 구간 6.2km 세종시 편입으로 폐지[8]

## 주요 경유지
충청북도 청주시 흥덕구 오송읍 서평리 서평삼거리(국도 제36호선과 교차)-미경동입구-미경동로터리-세종특별자치시 미호교남단, 강촌입구-미꾸지삼거리-예양리-예양삼거리-송용리-내판역, 연동면사무소-내판리 입구, 연동중학교-미래엔교과서-응암농공단지-수청굴-삼성전기, 용합삼거리(국가지원지방도 제96호선과 교차)-청정아파트입구(충남구간)-세종특별자치시 부강면 갈산리-부강역-부용삼거리-충광농원-노호리-매포역-충청북도 청주시 서원구 현도면 중삼리-상삼리-시목리-현도면사무소

## 새주소 부여 명칭
- 충북 청주시 흥덕구 오송읍 서평리 서평삼거리~서평로터리 미호교 북단 : 청연로(淸燕路)
- 세종특별자치시 연동면 예양리 강촌 미호교 남단~부강리 부용삼거리 : 청연로(淸燕路)
- 세종특별자치시 부강면 부강리 부용삼거리~충북 청시주 서원구 현도면 선동삼거리 : 시목부강로